# Ґачимучі
Ґачимучі або гачімучі (англ. Gachimuchi, яп. ガチムチ/がちむち) — інтернет-мем і субкультура, що зародилася в серпні 2007 року на японському відеохостингу Nico Nico Douga. У 2016 році феномен набув поширення по всьому Інтернету. Мем заснований на низькобюджетних гей-порнофільмах 1990-х років. Містить велику кількість мешап-пародій на популярні музичні композиції та кліпи, створені з використанням фрагментів порнороликів, що входять до фандому.
На основі цих роликів стали з'являтися так звані «гачі-мікси» — мешап-пародії на музичні композиції і відомі відео, де для створення комічного ефекту застосовувалися фрази, відеоряд і звуки з гачіроликів.

## Опис
Японське слово ґачимучі (яп. ガチムチ) означає «накачаний здоровань»; ґачимучі — це інтернет-субкультура, заснована на сюжеті гей-порнофільмів 1990-х років. Основний сюжет таких відео — надуманий конфлікт між двома або декількома героями, що переростає спочатку в боротьбу, а потім і в гомосексуальний секс. Низька якість виробництва, поганий сценарій і перегравання гіпермаскулінних акторів разом з відвертою сексуалізацією — усе це змушує глядача відчувати незручність. Незручність такої сили, що ґачі стали згодом всесвітньо знаменитими.
Через погану якість записів мову акторів не завжди чути чітко, в результаті чого серед японських шанувальників з'явилося вільне тлумачення виголошених героями фраз на основі почутого — сорамімі (від яп. 空耳 — «неправильно чути»). Користувачі Nico Nico Douga переклали англомовні фрази на японське звучання, що повністю змінило сенс сказаного і зробило відео ще більш абсурдними. Також практикується додавання на початку й у кінці (рідше — посередині) ґачі-цитати символів Марса (), покликаних посилити маскулінний підтекст.
Водночас сформувався певний набір «коронних фраз» із ґачимучі-відео, який максимально підкреслює нереальність того, що відбувається, і використовується для створення мешапів на музичні композиції, пупів і навіть повноцінних відеомонтажів. Стараннями умільців були створені пародії на велику частину популярної музики. Ознакою якісного ґачі-реміксу вважається збереження оригінальних рим і ритму композиції, «вищим класом» вважається надання тексту нового сенсу за рахунок нових фраз.

## Історія
Мем зародився в серпні 2007 року, коли один з користувачів японського відеохостингу Nico Nico Douga завантажив відео під назвою «Professional Pants-Wrestling» із зазначенням категорії «рестлінг» і нешкідливим зображенням на обкладинці. На ділі у відеоролику, що є уривком з гей-порнофільму «Тренування-3: М'язисті фантазії», двоє накачаних чоловіків (Біллі Геррінґтон і Денні Лі) в награній манері зображують боротьбу з сексуальним підтекстом, в результаті чого введений в оману користувач був змушений замість відео рестлінга дивитися гей-порно. Після цього посилання на це відео стали пересилати один одному в якості розіграшу. Надалі асортимент використовуваних в розіграші відеороликів розширився відео аналогічної стилістики — ентузіасти підбирали низькоякісні гей-порнофільми, об'єднані участю накачаних чоловіків, поганим сценарієм і непрофесійної грою акторів. Загалом таких роликів набралося понад 200, всі вони були завантажені на Nico Nico Douga, а зображення геніталій щоб уникнути видалення відео були закриті обличчям маленького хлопчика. На основі цих роликів стали з'являтися так звані «ґачі-мікси» — мешап-пародії на музичні композиції і відомі відео, де для створення комічного ефекту застосовувалися фрази, відеоряд і звуки з ґачі-роликів. До кінця 2008 року це призвело в Японії до появи цілої субкультури з тематичними фестивалями, на які навіть запрошувалися актори, які брали участь в зйомках ґачі-відео. Під субкультуру були навіть створені кілька комп'ютерних ігор, таких як Gachi Heroes.
Кілька років по тому популярність ґачимучі поширилася на США і Європу, а до 2016 року явище дійшло і до рунету і укрнету. Почалося це з поширення уривка одного з «класичних» ґачимучі-фільмів «Повелителі роздягальні» з Ваном Даркголмом і Марком Вульфом у головних ролях. Надалі ґачимучі набуло величезної популярності, в першу чергу за рахунок ґачі-реміксів. Надалі, в той час як в іншому світі популярність ґачимучі пішла на спад, в Східній Європі станом на 2021 рік вона продовжує зростати. Відсилки до фандому регулярно з'являються в популярних спільнотах, а багато музикантів з радістю сприймають появу ґачі-міксів на їхню музику.

## Основні герої
Список героїв ґачимучі об'єднує чоловіків атлетичної статури, найчастіше бодібілдерів, причому якщо спочатку використовувалися тільки уривки з гей-порно, то в подальшому в субкультурі стали популярні також і ролики, які не є порнографічними і навіть не мають сексуального підтексту. Всі герої фандому по-різному ставляться до подібної слави — хтось намагається з цим боротися, хтось користується, а хтось взагалі не підозрює про свою популярність.

### Біллі Геррінґтон

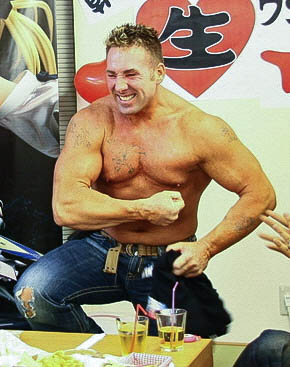
Біллі Геррінґтон на одному із заходів, присвячених ґачимучі, Токіо, 2011 рік

Біллі Геррінґтон на прізвисько «Анікі» (від яп. アニキ — «старший брат») є центральною фігурою ґачі-фандому, не в останню чергу через його участь в розвитку та популяризації мема. Фільм з його участю «Тренування-3: М'язисті фантазії» був першим з ґачимучі-відео, використаних фанатами з метою розіграшу. Завершивши кар'єру стриптизера і порноактора в 2007 році, він влаштувався працювати теслею в родинну будівельну компанію, і, за його власними словами, обірвав всі контакти, в тому числі в інтернеті. Роком пізніше під час туристичної поїздки в Японію він раптово дізнався про свою популярність; пародії та ремікси сподобалися Геррінґтону, за його словами, з одного боку така популярність йому подобалася, а з іншого творчість фанатів його захоплювала. У 2009 році після спеціального заходу Nico Nico Douga в Токіо компанія Good Smile Company випустила в продаж обмежену серію екшн-фігурок Геррінґтона. Він регулярно відвідував різні тематичні заходи в Японії, Китаї і на Тайвані і навіть взяв участь в озвучуванні китайської відеоігри за мотивами фандому.
У березні 2018 року Геррінґтон загинув в автоаварії в Каліфорнії. Після смерті він фактично став головною особою субкультури.

### Денні Лі
Денні Лі, який потрапив в фандом за участь в «Тренуванні-3» і стрічці «Хлопці зі звалища», за майстерне, на думку фанатів, позування і розривання трусів на супернику отримав прізвисько «Супер-Казуя». У 2005 році він завершив кар'єру в порно-індустрії і зник, багато (в тому числі його колишній партнер по зйомках Геррінґтон) висловлювали думку про його можливу загибель. У січні 2018 року один з учасників ґачимучі-спільноти з ніком Gachimuchi_IWF опублікував фото з Денні, підтвердивши, що той живий.
У липні 2021 року Денні дав інтерв'ю на одному з YouTube-каналів, де розповів про те, що не мав жодного уявлення про свою популярність і випадково натрапив на пост про себе, коли вирішив з цікавості пошукати інформацію про свій старий псевдонім. За словами самого Денні, факт, що деякі люди зібрали воєдино частину його біографії, вражаючий, а весь феномен ґачимучі викликає в нього усмішку.
За словами актора, він народився у Торонто і до закінчення університету професійно займався хокеєм. Під час навчання він став підробляти стриптизером, тоді ж навчився бондажу. Після закінчення університету він переїхав до Каліфорнії, де продовжив танцювати і навіть знявся у журналі Playgirl під псевдонімом Денні Даллас. Там він познайомився з Біллі Геррінґтоном, з яким вони відвідували один тренажерний зал. На пропозицію свого знайомого агента, який займався зйомкою рестлінг-відео, він знявся в декількох стрічках і запросив у них Геррінґтона, у тому числі тоді було знято «Хлопці зі звалища 3». Більшість зі своїх робіт Денні навіть не дивився після зйомок, а з Геррінґтоном втратив контакт у 2000-х.

### Ван Даркголм

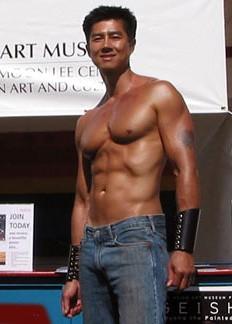
Ван Даркголм топлес в шкіряних наручах

Ван Даркголм відомий в першу чергу за зйомки у фільмі «Повелителі роздягальні», де виголошує свою коронну фразу «fuck you», що стала однією з найбільш знаменитих цитат в фандомі. За любов до шкіряних нарядів його прозвали Шкіряником (Від англ. Leatherman так у «Повелитель роздягальні» його зневажливо називає герой Марка Вульфа, в інших фільмах він також часто одягнений в чорну шкіру). У 2017 році він завершив кінокар'єру, бо, за його словами «йому набридло займатися одним і тим же», і став облаштовувати кемпінг в Північній Кароліні, але з 2020 року, на хвилі популярності ґачимучі в Росії став випускати стрім на Twitch, де займається переглядом запропонованих фанатами ґачі-реміксів. На березень 2021 року на його каналі було більше 110 000 підписників, велика частина з них — росіяни, що вплинуло на стиль Даркголма: на стрім він часто носить кашкет співробітника МВС Росії, п'є горілку і час від часу з'являється в футболці з російськомовним написом «глибока темна фантазія» (рос. «Глубокая тёмная фантазия» від англ. Deep dark fantasy — ще одна коронна фраза Даркголма, якою він описує один зі своїх фільмів).

### Рікардо Мілос
Бразильський стриптизер Рікардо Мілос став відомий в 2018 році завдяки записаному ним ексклюзивно для сайту jockbutt.com в 2016 році відео, де він танцює флекс у зухвалій манері на чорному тлі. Під час танцю на ньому були одягнені тільки короткі шорти і бандана, що стало впізнаваним символом для всіх пародій, що з'явилися згодом. Сам Мілос, дізнавшись про свою популярність, поставився до цього вкрай негативно: згідно з його заявою, відео поширюється незаконно, бо було завантажено ексклюзивно і продається за гроші. Він неодноразово вимагав видалити відео і пародії, але успіху в цьому не досяг. Самими фанатами ґачимучі Рікардо вважається другорядним персонажем, незважаючи на те, що він відомий досить широкому колу людей, в тому числі не знайомих з фандомом.

### Марк Вольф
Також відоми, як «Володар качалки» (Від англ. Boss of this gym). У «Повелитель роздягальні» кинув виклик Вану Даркголму, а його фраза «Гей, друже, я думаю, ти помилився дверима. Шкіряний клуб двома поверхами нижче» стала впізнаваною серед учасників фандому. За весь час був актором у трьох фільмах для дорослих.

## Оцінки і вплив
Популярність ґачимучі ґрунтується на двох чинниках: по-перше, те, що відбувається на екрані являє для більшості глядачів новий для них рівень аморальності, який змушує відчувати незручність, що має сильний комічний ефект. Більш того: популярності також сприяли прямі трансляції різних популярних блогерів на платформі Twitch, де передплатники пропонували їм до перегляду різні ґачі-відео з метою дізнатися реакцію. Якщо «піддослідний» висловлював явне неприйняття того, що відбувається на екрані, замість того, щоб сміятися над пародіями, це дозволяло припустити наявність у того комплексів щодо своєї сексуальної орієнтації і зробити його легкою мішенню для троллінгу. По-друге, і особливо це виражено в російськомовному ґачимучі-співтоваристві, ґачі-ремікси дозволили учасникам спільноти по-новому поглянути на популярну музику, особливо, ту її частину, де є яскраво виражений маскулінний підтекст. Найчастіше це композиції на навколокримінальну тематику, шанувальники якої дуже чутливо ставляться до свого гетеросексуального статусу. Ґачимучі в такому випадку відіграє на протиріччях консервативної маскулінності, використовуючи гіперболізовану маскулінність всього дійства. При цьому фанати часто відзначають, що не стали б слухати «пацанський реп» або якісь інші стилі популярної музики в оригіналі, в той час як ремікси на них вони готові слухати раз по раз. Деякі також вважають, що ґачі-ремікси дозволяють їм слухати будь-яку музику, не боячись осуду за музичні смаки.
В Японії на піку популярності мема в різних містах проводилися зустрічі фанатів за участю Біллі Геррінґтона та інших зірок ґачі-фільмів, організовані Nico Nico Douga. Також, за сприяння відеохостингу було випущено кілька відеоігор по вигаданому всесвіті ґачимучі. У Росії з 2018 року пройшло кілька ґачимучі-вечірок в різних містах, а ґачі-ремікси російськомовних авторів на YouTube набирають мільйони переглядів, при цьому на 2021 рік популярність мема продовжує зростати.
При цьому акції, організовані шанувальниками субкультури можуть зачіпати цілі міста: так восени 2021 року мешканець Запоріжжя опублікував петицію, в якій запропонував міській раді перейменувати площу Маяковського на честь Біллі Геррінґтона, обґрунтувавши пропозицію тим, що в місті крім площі є сквер та алея поета, а перейменування може привернути увагу туристів. До того ж, за його словами, Геррінґтон має широку фанатську базу на території України та суміжних держав. Петиція зібрала 805 підписів і була відхилена.
У травні 2022 року на сайті Президента України з'явилась петиція щодо заміни пам'ятника Катерині II в Одесі на статую Біллі Геррінґтона. Петиція набрала необхідні 25 тисяч голосів і була розглянута Президентом. В 28 та 29 грудням 2022 пам'ятник демонтували.